# George Gilmore
George Gilmore jr. (New Smyrna Beach, 31 agosto 1968) è un ex cestista e allenatore di pallacanestro statunitense, professionista in Europa.

## Carriera
La sua carriera si è svolta prevalentemente in Europa.
Dopo essere uscito dalla Chaminade University di Honolulu nel 1992, Gilmore si lega ai Philadelphia Spirit, franchigia della lega USBL.
Nel 1994 vola in Turchia restandovi per due anni, prima con la casacca del Darüşşafaka poi con quella del Tuborg Izmir. Nel gennaio 1996 viene firmato dai francesi del Montpellier, ma una volta terminata quest'esperienza vivrà altre due annate in terra turca. Durante la stagione 1998-99, anno in cui sostituisce Mahmoud Abdul-Rauf al Fenerbahçe, Gilmore viene schierato anche in Eurolega.
La stagione in Israele all'Hapoel Holon fa da preludio al suo arrivo in Italia, dove è firmato in Serie A1 dalla neopromossa Roseto: il suo apporto di 20,9 punti segnati (con un 61,7% da due) aiuta il club abruzzese a salvarsi ed anche a raggiungere i play-off scudetto. L'anno seguente la Virtus Roma mette gli occhi su di lui e lo ingaggia per la stagione 2001-02, ma il rapporto con la squadra capitolina termina dopo appena 10 partite. Conclude il campionato facendo ritorno a Roseto.
Nel dicembre 2002 si trasferisce in Spagna al Saragozza, in quella che è la sua ultima esperienza da giocatore professionista.